# Branislav Mitrović
Branislav Mitrović, cyr. Бранислав Митровић (ur. 30 stycznia 1985 w Nowym Sadzie) – serbski piłkarz wodny grający na pozycji bramkarza, reprezentant Serbii, dwukrotny mistrz olimpijski z Rio de Janeiro 2016 oraz z Tokio 2020, mistrz świata i Europy.

## Kariera reprezentacyjna
Od 2013 reprezentuje Serbię na zawodach międzynarodowych. Z reprezentacją uzyskał następujące wyniki:
| Rok  | Impreza                                | Miejsce        | Pozycja    |      |                                    |           |            |
| ---- | -------------------------------------- | -------------- | ---------- | ---- | ---------------------------------- | --------- | ---------- |
| Rok  | Impreza                                | Miejsce        | Pozycja    | 2013 | Mistrzostwa Świata w Pływaniu 2013 | Barcelona | 7. miejsce |
| 2015 | Mistrzostwa Świata w Pływaniu 2015     | Kazań          | 1. miejsce |      |                                    |           |            |
| 2016 | Letnie Igrzyska Olimpijskie 2016       | Rio de Janeiro | 1. miejsce |      |                                    |           |            |
| 2017 | Mistrzostwa Świata w Pływaniu 2017     | Budapeszt      | 3. miejsce |      |                                    |           |            |
| 2018 | Mistrzostwa Europy w Piłce Wodnej 2018 | Barcelona      | 1. miejsce |      |                                    |           |            |
| 2020 | Mistrzostwa Europy w Piłce Wodnej 2020 | Budapeszt      | 5. miejsce |      |                                    |           |            |
| 2021 | Letnie Igrzyska Olimpijskie 2020       | Tokio          | 1. miejsce |      |                                    |           |            |